# Derby Summer House
Das Derby Summer House ist ein sehr gut erhaltenes, als Gartenhaus konzipiertes Gebäude aus dem 18. Jahrhundert in Danvers, Massachusetts. Es wurde 1968 als National Historic Landmark in das National Register of Historic Places eingetragen und steht heute auf dem 4,5 Hektar großen Gelände der Glen Magna Farms.

## Architektur
Das Haus besitzt einen quadratischen, rund 37 m² messenden Grundriss. Es wurde im Federal Style errichtet, weist aber auch Elemente des Palladianismus auf. Die Ost- und Westseite des oberen Stockwerks werden durch jeweils vier Pilaster ionischer Ordnung dominiert, die den seitlichen Rahmen für drei Fenster bilden. Das Dach kennzeichnen vier hölzerne Urnen an den Ecken sowie zwei nahezu lebensgroße, ebenfalls aus Holz geschnitzte Figuren auf dem Giebel: Der Gärtner (oder Schnitter) im Osten sowie die Schafshirtin (oder Milchmagd) im Westen. Die Figuren wurden 1793 von John und Simeon Skillen in Boston hergestellt. Bei der Milchmagd handelt es sich allerdings um eine Replik, da die Originalfigur bei einem Feuer beschädigt wurde und sich heute im Peabody Essex Museum befindet. Das Erdgeschoss ist in zwei Räume unterteilt. Der Boden im Eingangsbereich sowie die Stufen der Treppe zum ersten Stock sind mit weißem Marmor gedeckt. Das obere Stockwerk ist in orientalischem Stil dekoriert.

## Historische Bedeutung

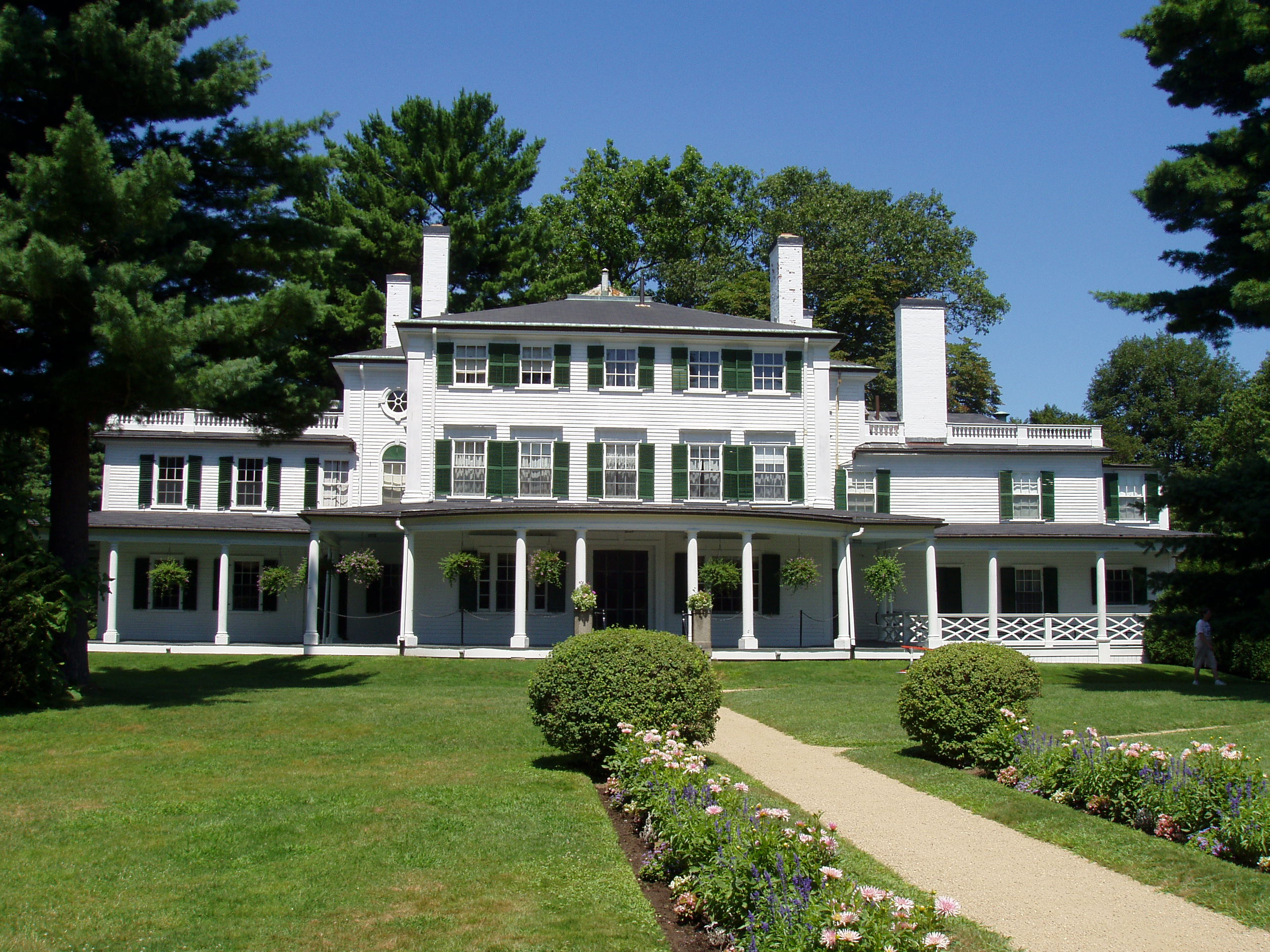
Haupthaus der Glen Magna Farms

Das Derby Summer House ist ein seltenes und in sehr gutem Zustand befindliches Beispiel für ein formelles Gartenhaus im Federal Style aus dem 18. Jahrhundert. Die Holzfiguren auf dem Dach zählen zu den ältesten erhaltenen Skulpturen in den Vereinigten Staaten. Es wurde zwar 1901 von seinem ursprünglichen Standort auf der Farm von Elias Husket Derby zu seinem heutigen Platz versetzt, jedoch bietet auch die aktuelle Umgebung einen angemessenen Ort für dieses Gebäude. Seit 1958 befindet es sich im Eigentum der Danvers Historical Society.